# Halgerda guahan
Halgerda guahan is een slakkensoort uit de familie van de Discodorididae. De wetenschappelijke naam van de soort is voor het eerst geldig gepubliceerd in 1993 door Carlson & Hoff.